# Feuchtgebiete und Wasserregionen in Namibia

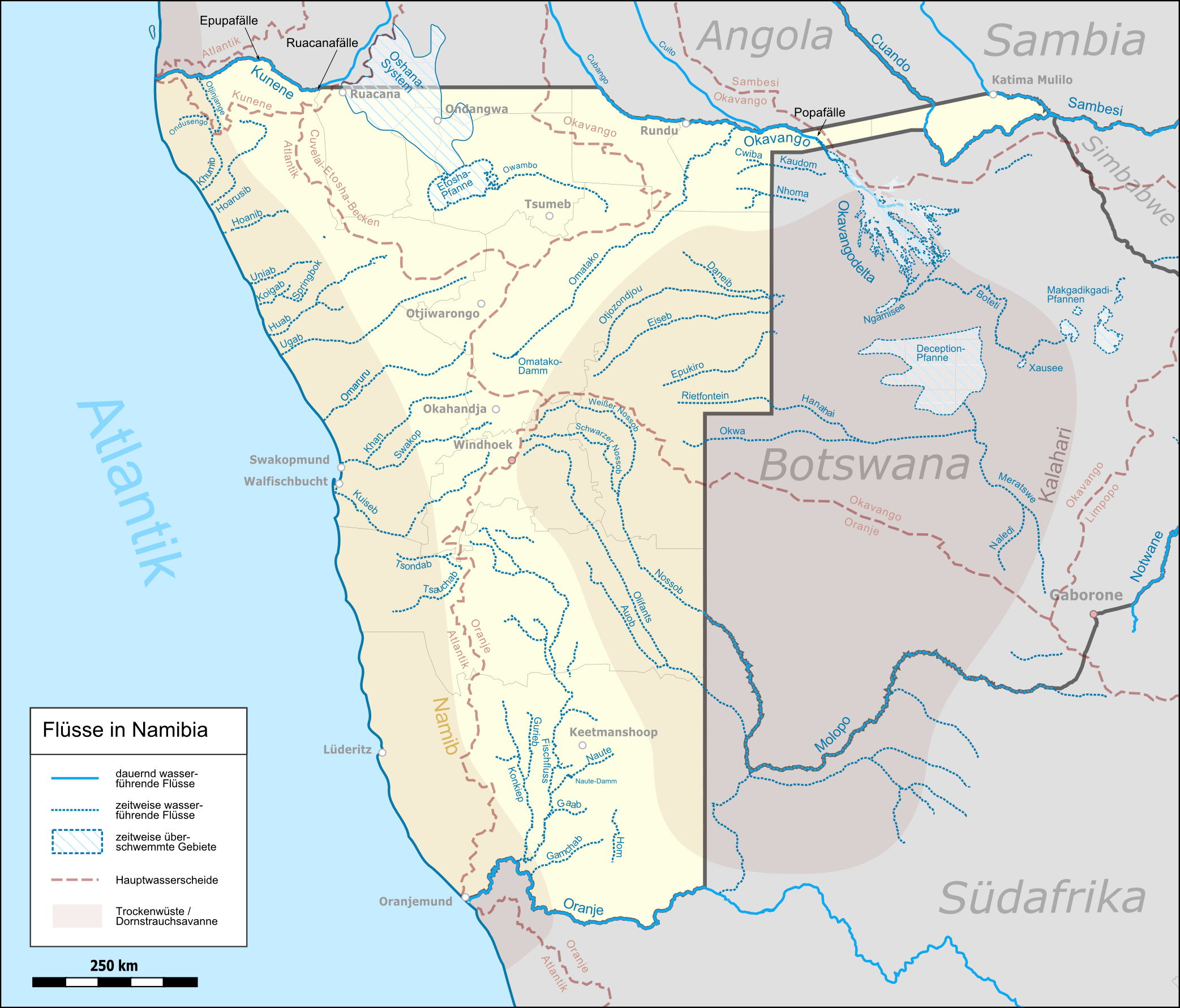
Große Flüsse und Riviere Namibias

Dieser Artikel Feuchtgebiete und Wasserregionen in Namibia behandelt die auf Grundlage der Ramsar-Konvention definierten Feuchtgebietsarten im südwestafrikanischen Staat Namibia sowie die verschiedenen Wasserregionen.

## Feuchtgebiete
Artikel 1 der Ramsar-Konvention sagt: "1. Feuchtgebiete im Sinne dieses Übereinkommens sind Feuchtwiesen, Moor- und Sumpfgebiete oder Gewässer, die natürlich oder künstlich, dauernd oder zeitweilig, stehend oder fließend, Süß-, Brack- oder Salzwasser sind, einschließlich solcher Meeresgebiete, die eine Tiefe von sechs Metern bei Niedrigwasser nicht übersteigen."
Aufgrund des semiariden bis ariden Klimas spricht man in Namibia grundsätzlich nur von Wetlands („nasse Gebiete“). Etwa 5 % der Landesfläche Namibias sind von diesen Gebieten bedeckt. Im weiteren Sinne kann es sich auch um Flüsse, Seen und Stauseen handeln.
In Namibia handelt es sich hierbei unter anderem um:
- Dämme
- Flussaue
- Flussmündungen
- Gezeitengebiete
- Pfannen
- Pools
- Quellen
- Sumpfgebiete

### Auswahl von Feuchtgebieten
| Name                | Region       | Kategorie             |
| ------------------- | ------------ | --------------------- |
| Cuvelai             | Oshana       | Feuchtgebiet (Oshana) |
| Etosha-Pfanne       | diverse      | Feuchtgebiet          |
| Gross Barmen        | Otjozondjupa | Quelle                |
| Kunene-Mündung      | Kunene       | Ästuar                |
| Linyanti-Marschland | Sambesi      | Marsch/Sumpf          |
| Oranje-Mündung      | ǁKaras       | Flussmündung          |
| Sandwich Harbour    | Erongo       | Feuchtgebiet          |
| Sesfontein          | Kunene       | Quelle                |
| Walvis Bay          | Erongo       | Feuchtgebiet          |

Quelle: Ramsar Sites Information Service; nnf.org.na

## Wasserregionen

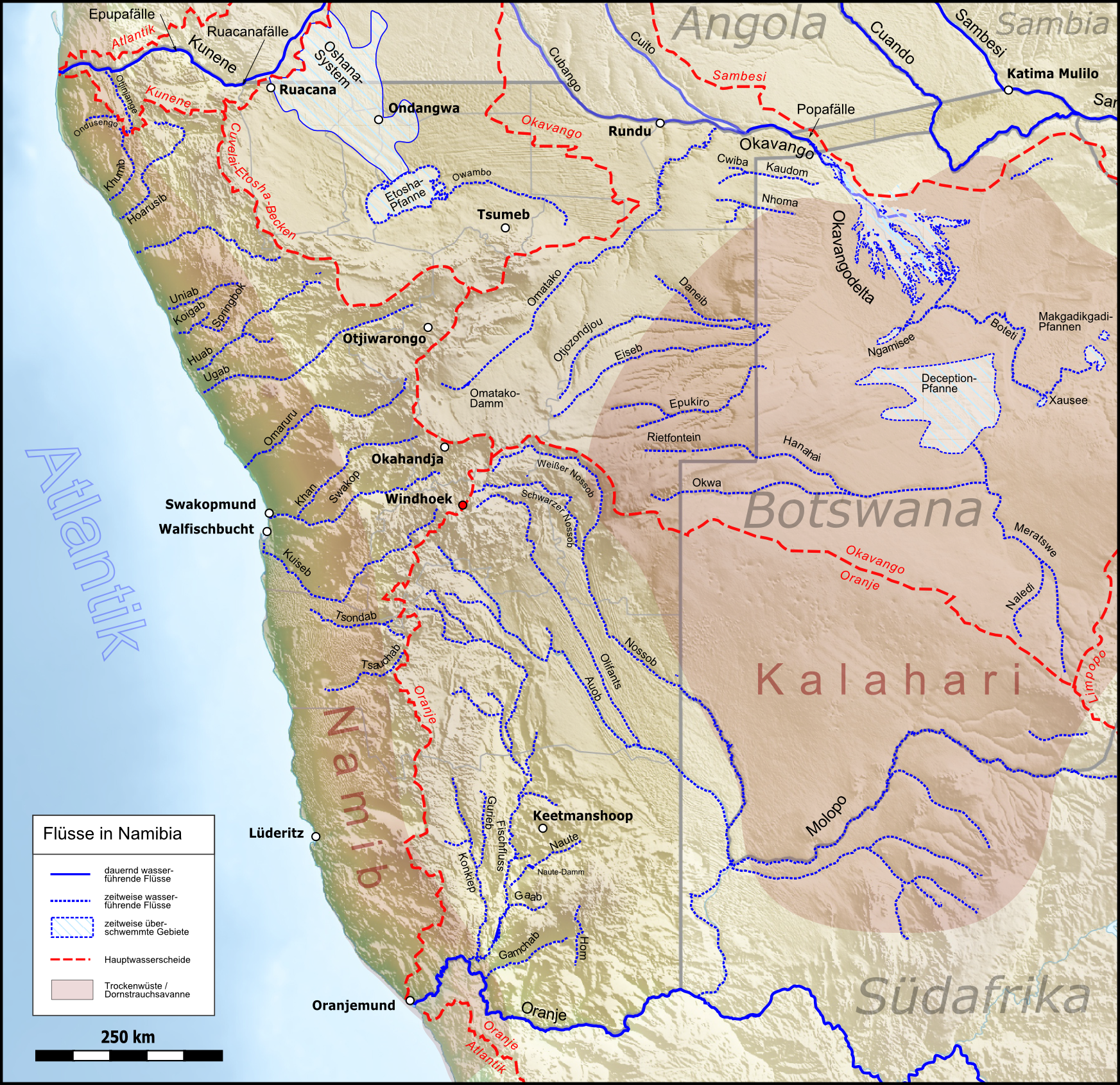
Reliefkarte Namibias mit den wichtigsten Flüssen, Rivieren und Wasserscheiden

Namibia kann in acht unterschiedliche Wasserregionen untergliedert werden, von denen die meisten nur temporär wasserführende (ephemere) Flussläufe – in Namibia Riviere genannt – aufweisen und die sich hinsichtlich ihrer Hydrologie charakteristisch unterscheiden.

### Kalahari-Fischfluss
Diese Region umfasst eine Reihe von Trockenflüssen (Rivieren), darunter das Auob-Nossob-Olifants-System, den Molopo und den Fischfluss (Fish River), der eigentlich in den Oranje entwässert. Hardap- und Naute-Damm als bedeutende Wasserspeicher liegen in dieser Wasserregion. Fast alle Flüsse haben ihren Ursprung in niederschlagsreichen Khomas-Hochland südlich bzw. Neudammer Hochland östlich von Windhoek. Aber nur der Fischfluss führt regelmäßig größere Wassermengen und kommt bis zum Oranje an. Auob, Olifants und Nossob erreichen nur sehr selten den Molopo, dessen Lauf mittlerweile von größeren Sanddünen blockiert ist. Siedlungen und Landwirtschaft in dieser Region werden ausschließlich über Grundwasser versorgt. Bei Stampriet befindet sich ein artesisches Becken. In der gesamten Region finden sich außerdem zahlreiche Vleis und Pfannen, die sich bei stärkeren Niederschlägen füllen und zur Wasserversorgung von Vieh und Wild beitragen. In dem felsigen Tal befindet sich auch die etwa 60 °C heiße Thermalquelle Ai-Ais.
Die Kalahari-Fischfluss-Wasserregion umfasst unter anderem folgende Riviere:
- Fischfluss
- Löwenfluss
- Konkiep, der wiederum im Fischfluss mündet
- Auob
- Olifants-Fluss
- Nossob.

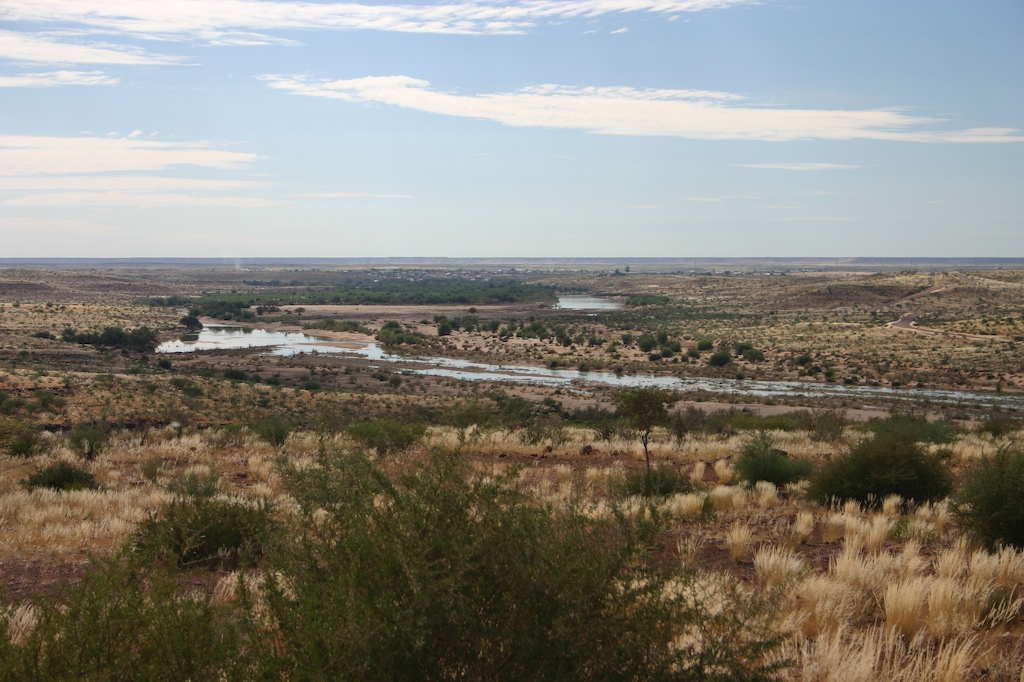
Fischfluss-Canyon bei Gibeon
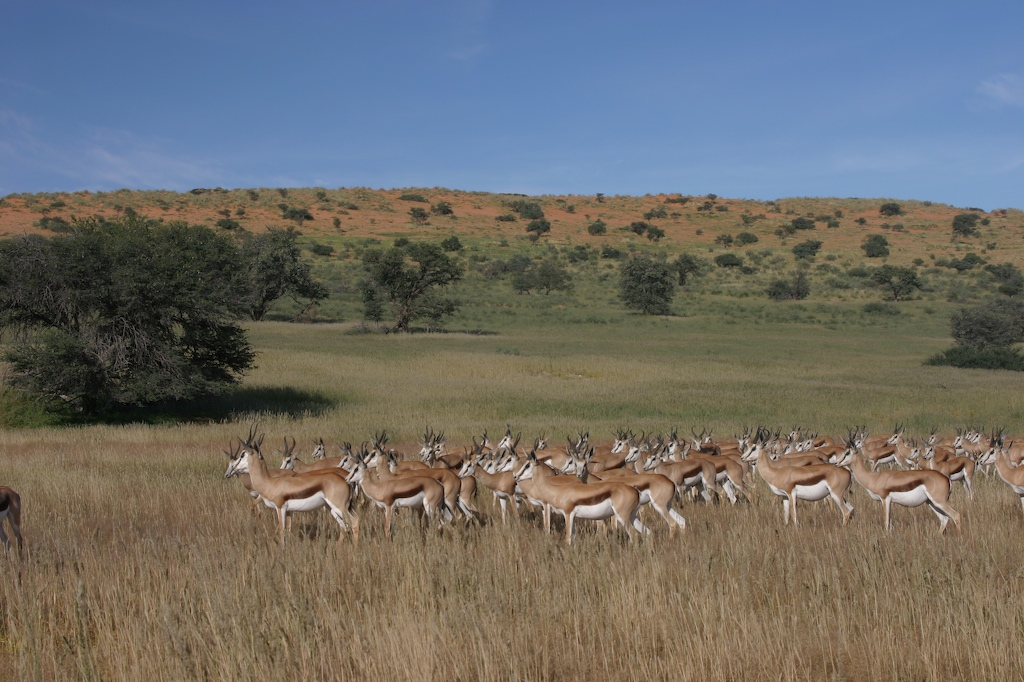
Auob bei Welverdiend/Mata Mata

### Kunene
Die Kunene-Wasserregion ist durch den ganzjährig wasserführenden Kunene bestimmt und erstreckt sich von Ruacana westlich bis Epupa und südlich bis Opuwo und an den Khumib. Nur direkt im Kunenetal erlaubt der Fluss ganzjährige Landwirtschaft, so den Anbau von Hirse oder Mais. In den flussfernen Gebieten findet überwiegend Wanderweidewirtschaft statt, die Wasserversorgung beschränkt sich praktisch auf die dortigen Grundwasservorkommen.

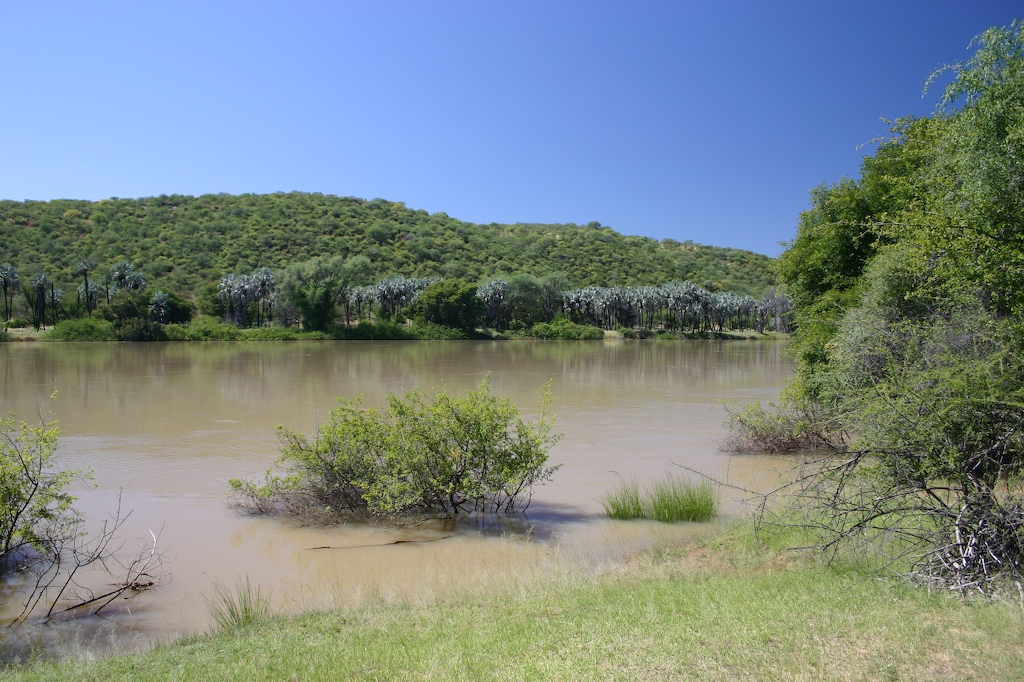
Kunene bei Swartbooisdrift
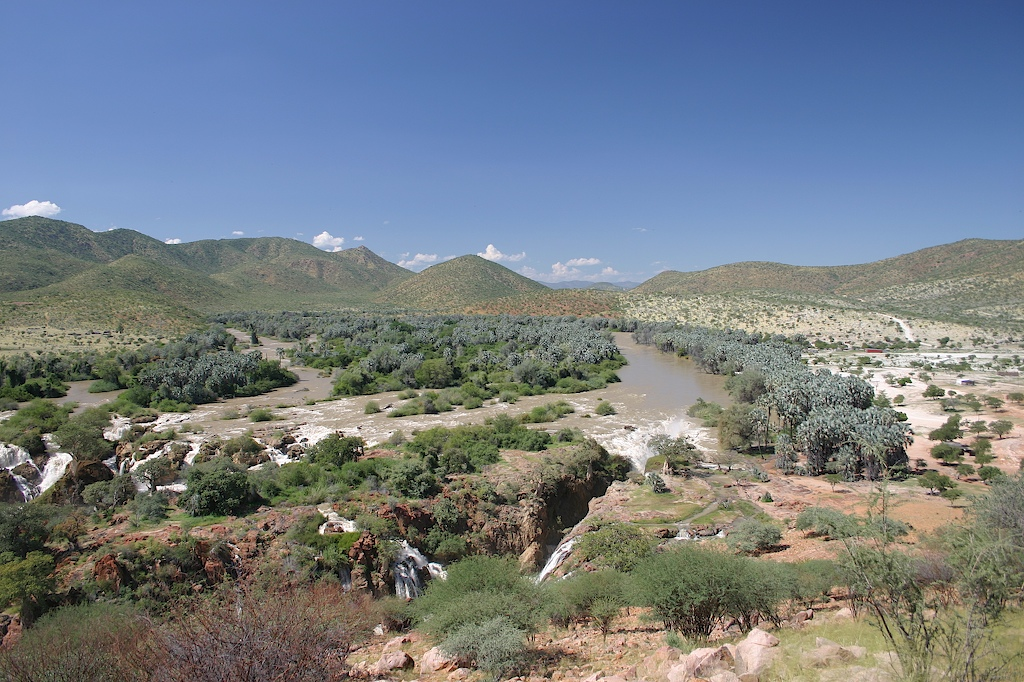
Kunene bei den Epupafällen
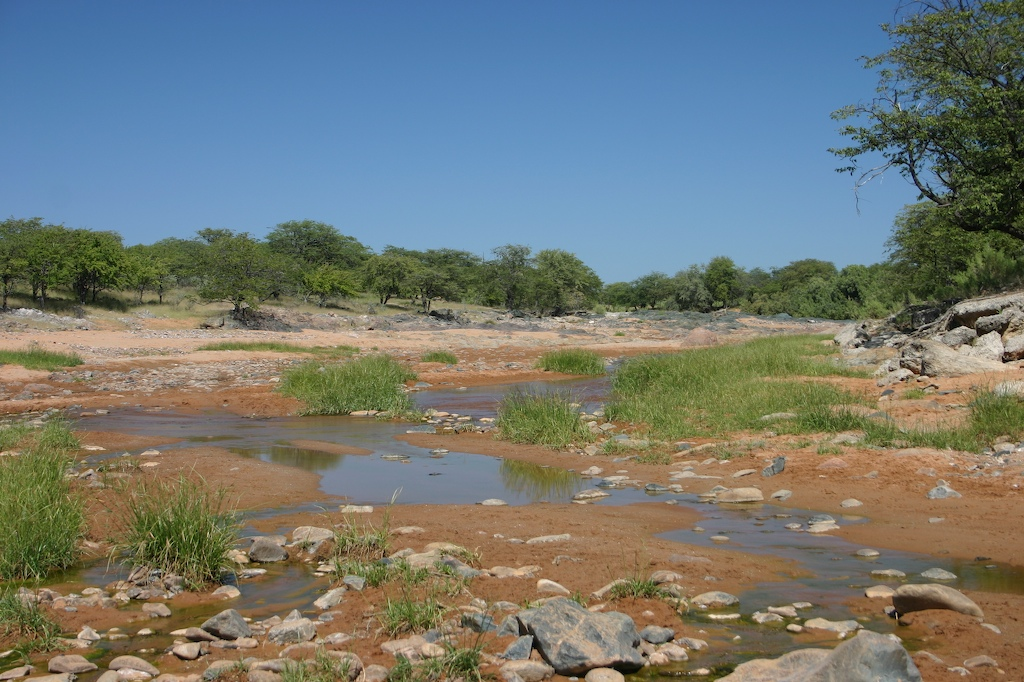
Ondoto Rivier nördlich von Epembe

### Westen
Die Namib- bzw. westliche Wasserregion erstreckt sich vom Kunene im Norden etwa 100 km landeinwärts und zieht sich dann entlang der gesamten Küste nach Süden bis zum Oranje bei Oranjemund. Ihre breiteste Stelle nimmt die Region im Bereich der Randstufenlücke ein, wo sie von der Küste landeinwärts bis Otavi reicht. Die Namib-Wasserregion umfasst 12 große ephemere Flüsse (Riviere), die nur sporadisch und bei starken Regenfällen im Hinterland abkommen. Häufigere Fluten kommen nur bei Flüssen vor, deren Einzugsgebiet bis ins feuchte Hochland reicht. In der südlichen Namib-Wasserregion reichen die Flüsse Koichab, Tsauchab und Tsondab nicht bis zum Atlantik, sondern versickern in einem Endvlei im Namib-Sandsee. In der mittleren und nördlichen Namib-Wasserregion, wo die Namib eine weitgehende Gesteinswüste ist, erreichen die Riviere bei stärkerer Flut auch die Küste. Bezeichnend für alle Flüsse dieser Wasserregion ist neben dem ephemeren Charakter auch die Abnahme der Wassermenge vom Ober- zum Unterlauf, bedingt durch Verdunstung und Infiltration im Untergrund. Fast alle Riviere weisen jedoch im Unterlauf und Mündungsbereich bedeutende, oberflächennahe Aquifere auf. Ganzjährige Grundwasseraustritte und Quellen führen dort zu größeren Feuchtgebieten mit teilweise dichter Galerievegetation.
Die Namib-Wasserregion umfasst von Nord nach Süd folgende Flusssysteme:
- Flusssystem des Khumib (Khumib)
- Flusssystem des Hoarusib (Hoarusib)
- Flusssystem des Hoanib (Hoanib)
- Flusssystem des Uniab (Uniab)
- Flusssystem des Koigab (Koigab)
- Flusssystem des Huab (Huab)
- Flusssystem des Ugab (Ugab)
- Flusssystem des Omaruru (Omaruru)
- Flusssystem des Swakop (Swakop)
- Flusssystem des Kuiseb (Kuiseb)
- Flusssystem des Tsondab (Tsondab), endet vor Erreichen des Atlantiks im Tsondabvlei
- Flusssystem des Tsauchab (Tsauchab), endet vor Erreichen des Atlantiks im Sossusvlei
- (Flusssystem des Oranje (Oranje))

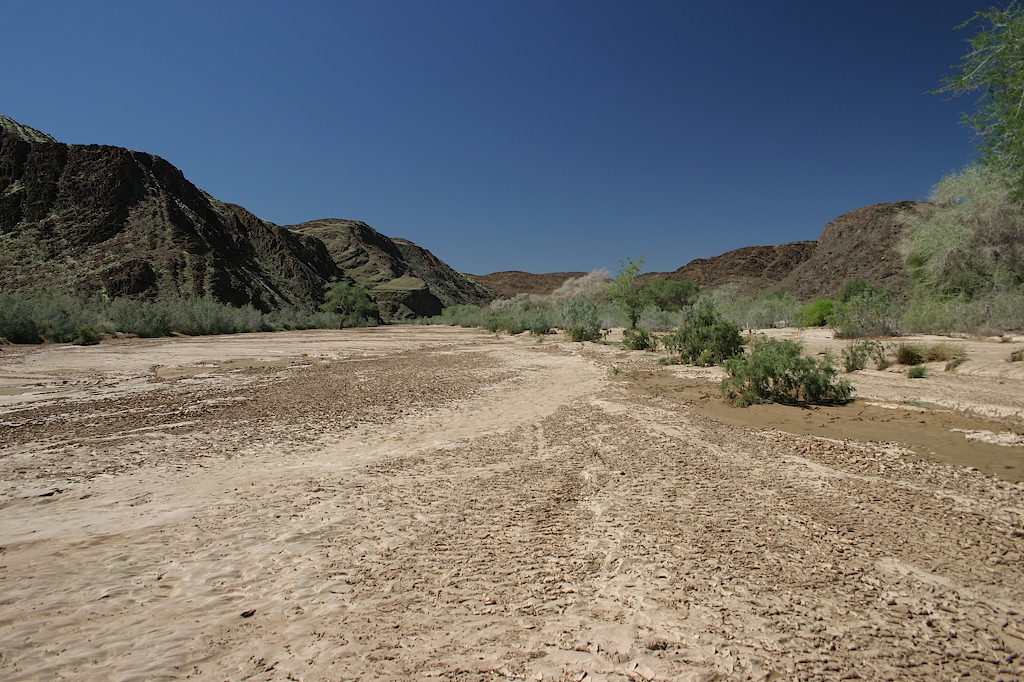
Ugab bei Ugab Crossing
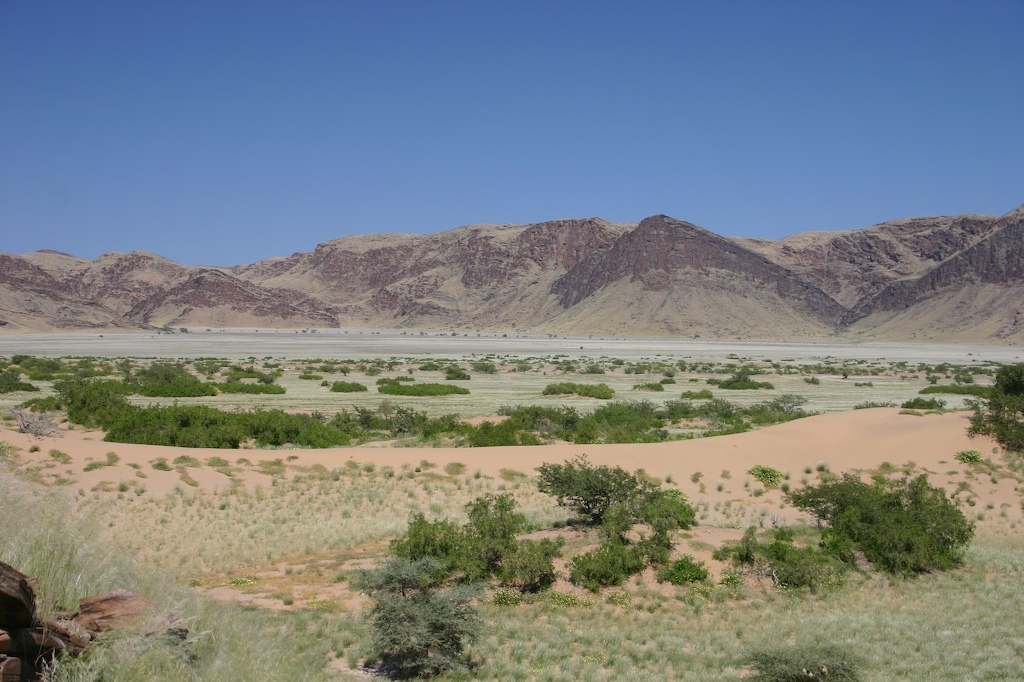
Flutfläche im Hoanibtal (Westlich Sesfontein)
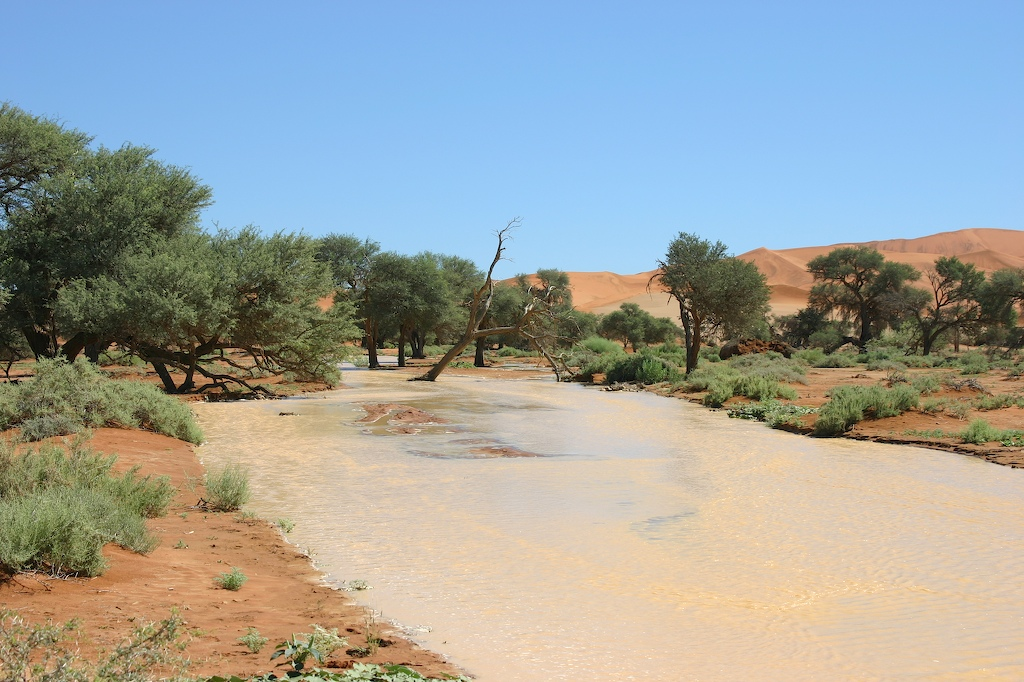
Tsauchab bei Sossusvlei
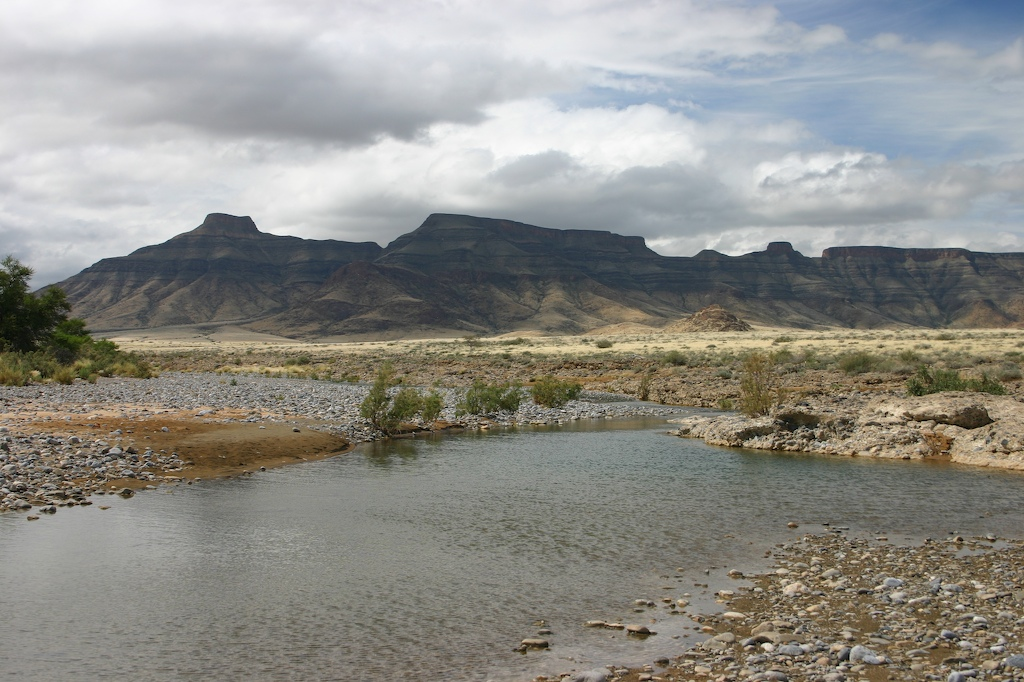
Tsauchab an der D854 (Östlich Sesriem)

### Nordkalahari

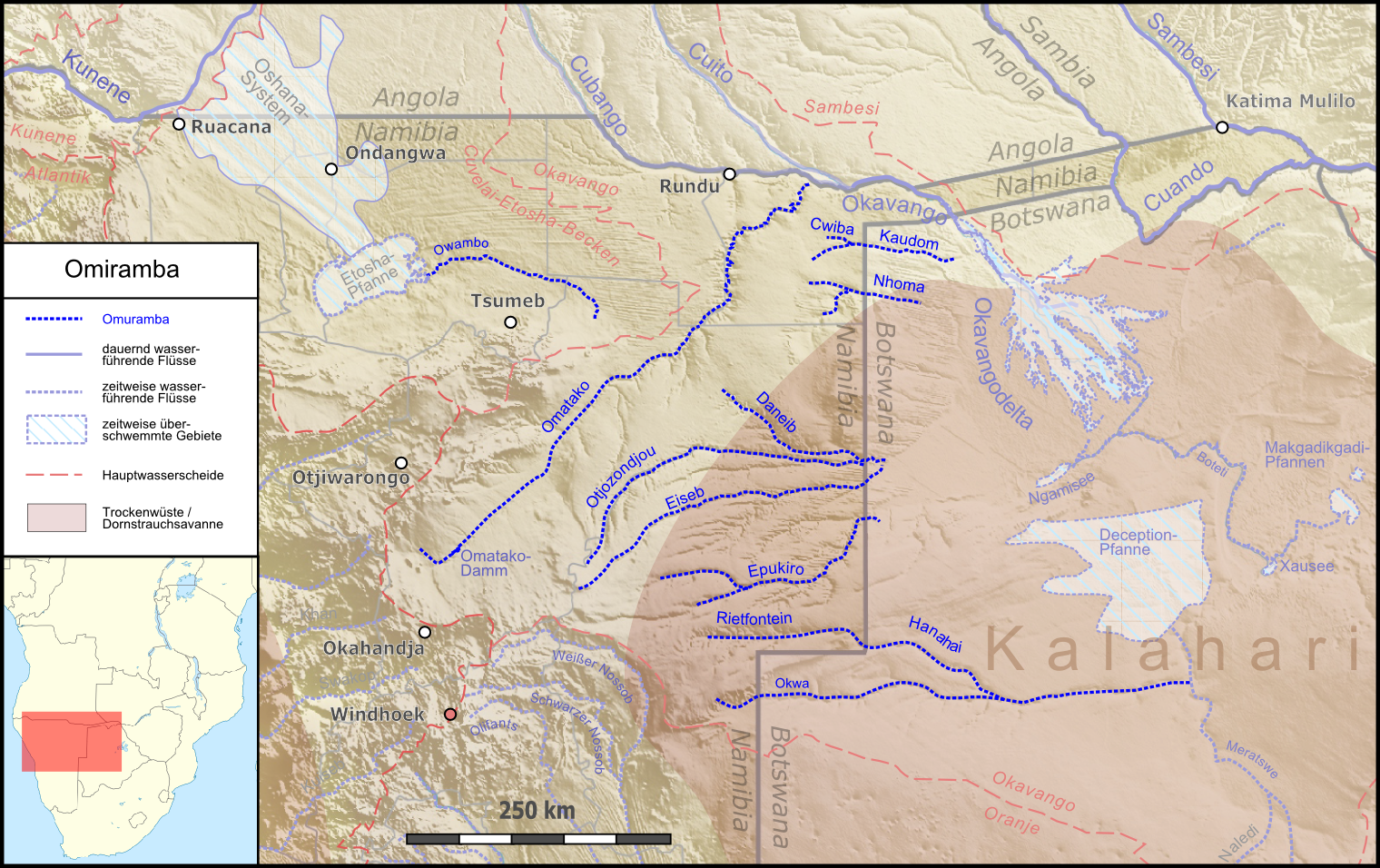
Karte der Omiramba im Nordosten Namibias

Diese Wasserregion in den Regionen Kavango-Ost und Kavango-West im Nordosten Namibias wird durch die in Ost-West-Richtung verlaufenden, festgelegten orangen Sanddünen der Kalahari und darin verlaufende, flache, ausufernde fossile Riviere, sogenannte Omiramba, geprägt.
Während einige wenige Omiramba, darunter der Omatako, nach Norden zum Okavango verlaufen, entwässern die übrigen Omiramba wie der Khaudum nach Südwesten in Richtung des Okavangodeltas, versickern jedoch ohne dieses zu erreichen abflusslos in der zentralen Kalahari.
Selbst in sehr niederschlagsreichen Jahren führen die Omiramba nur selten in ihrer ganzen Länge Wasser. Allerdings spielen diese Flüsse eine bedeutende ökologische Rolle für Flora und Fauna. Die Omiramba sind mit moorigem Untergrund gefüllt. Niederschläge werden von diesem Untergrund aufgesogen und dort auch über die Trockenzeit gespeichert. Daher weisen Omiramba in der Regel noch einen Grundwasserstrom auf, der im eigentlichen Flusstal eine entsprechende Vegetation unterstützt, sodass ausgeprägte Galeriewälder zu finden sind und die Talböden mit Schilf, Gräsern und Wasserlilien bewachsen sind. Die mit dem Okavango verbundenen Omiramba werden zudem im Unterlauf regelmäßig durch das Hochwasser des Okavango geflutet. Mit ihrer Vegetation bilden die Omiramba in der Trockenzeit die natürlichen Migrationsrouten des Wilds.
In der Kavangoregion finden sich folgende größeren Omiramba:
- Omatako
- Khaudum
- Cwiba
- Nhoma

### Oranje
Die Oranje-Wasserregion Namibias wird durch den südlichen Grenzfluss Oranje (Gariep) bestimmt und erstreckt sich vom ǀAi-ǀAis Richtersveld Transfrontier Park parallel zum Einzugsgebiet des Gamchab nach Nordosten und dann östlich bis zum Molopo. Der Beitrag dieser Region zum Wasser des Oranje liegt jedoch bei nur etwa 1,5 %, die überwiegende Wassermenge stammt aus dem Oberlauf des Oranje in Südafrika.

### Oshana

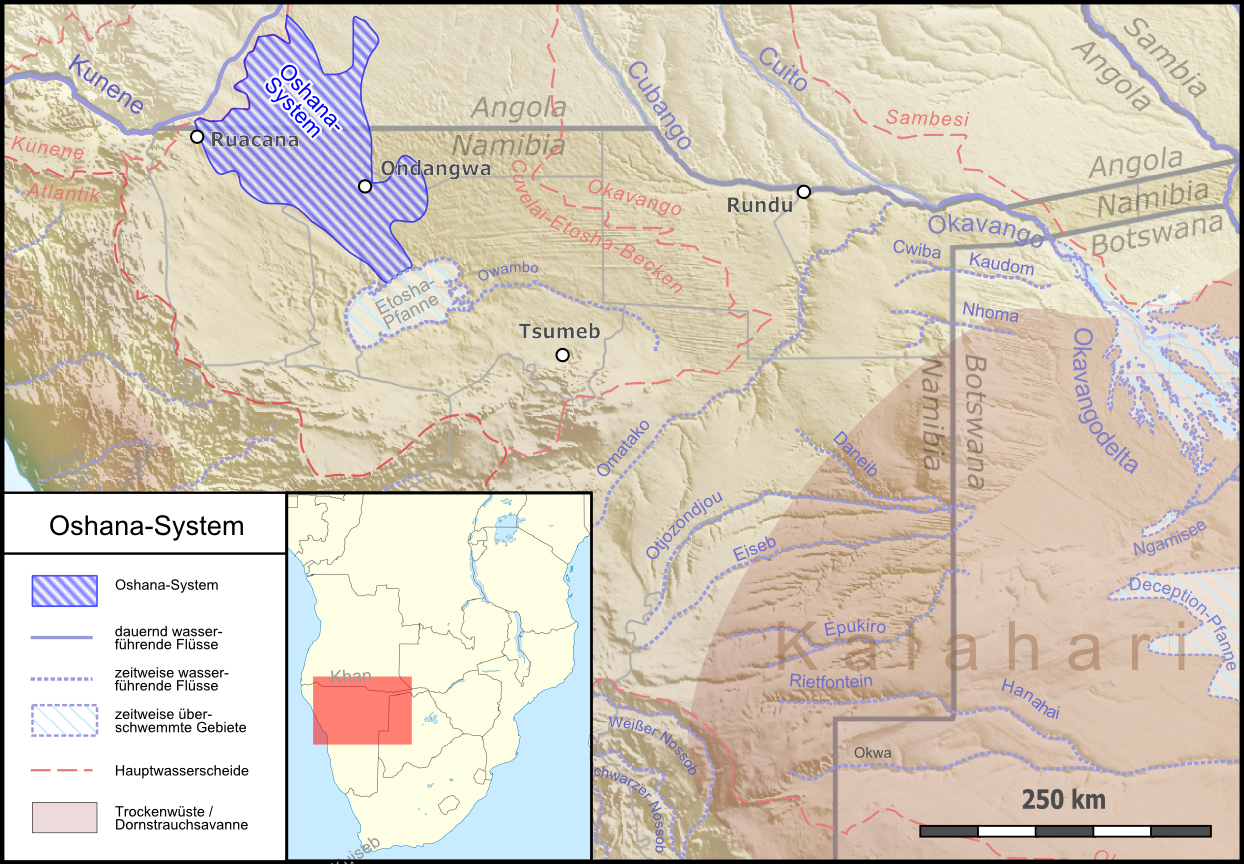
Karte des Oshana-Systems in Nordzentralnamibia

Beim Oshana-System handelt es sich um ein Feuchtgebiet zwischen Kunene-Fluss und Etosha-Pfanne, das in einer großen Zahl von fächerartig nebeneinander befindlichen flachen Tälern, den Oshanas, in Nord-Süd-Richtung fließt. Viele dieser Läufe führen nur bei den unregelmäßig auftretenden Flutereignissen Wasser.

### Okavango
Die Okavango-Wasserregion wird durch den Okavango und sein breites Tal bestimmt. Sie reicht etwa von Mpungu im Westen bis zu Bagani und den Popa-Fällen, wo der Okavango nach Süden abknickt und der „Pfannenstiel“ des Okavangodeltas beginnt. Die ganzjährige Wasserführung des Okavango, der in Namibia zwischen Januar und April seinen Höchststand hat und ein durch den Okavango gespeistes, etwa 30 km beiderseits des Flusses ausgedehntes Aquifer, erlauben auch in größerem Umfang intensive Landwirtschaft mit Bewässerungsfeldbau und stellen die Wasserversorgung der Bevölkerung sicher. Bei Ndiyona bildet er zusammen mit dem Cuito ein großes Feuchtgebiet, das Okavango-Cuito-Marschland.

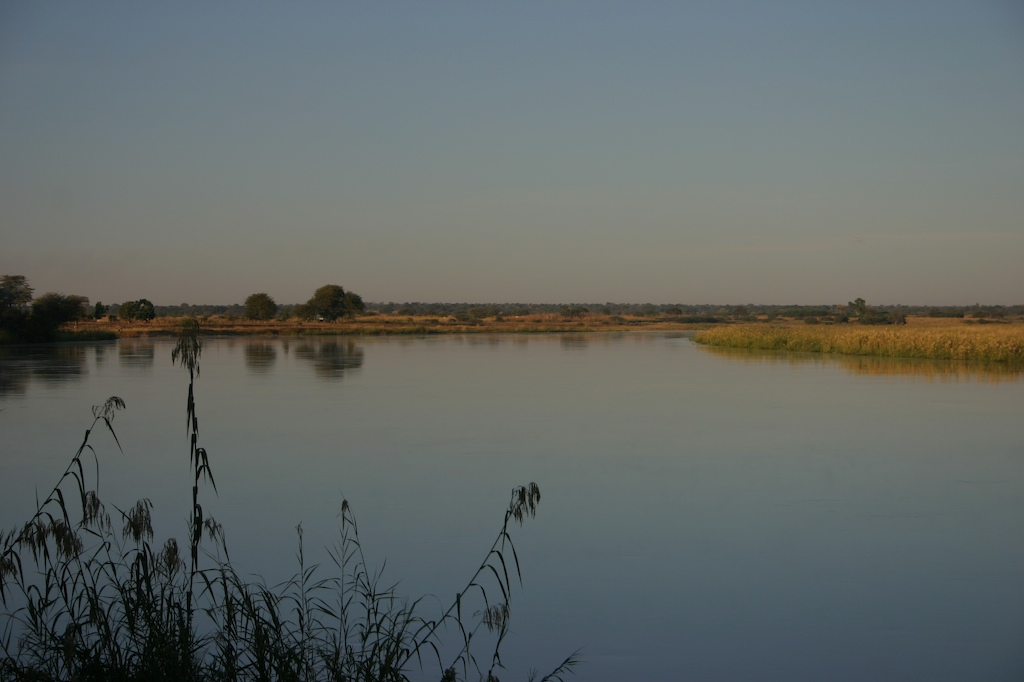
Okavango östlich Rundu
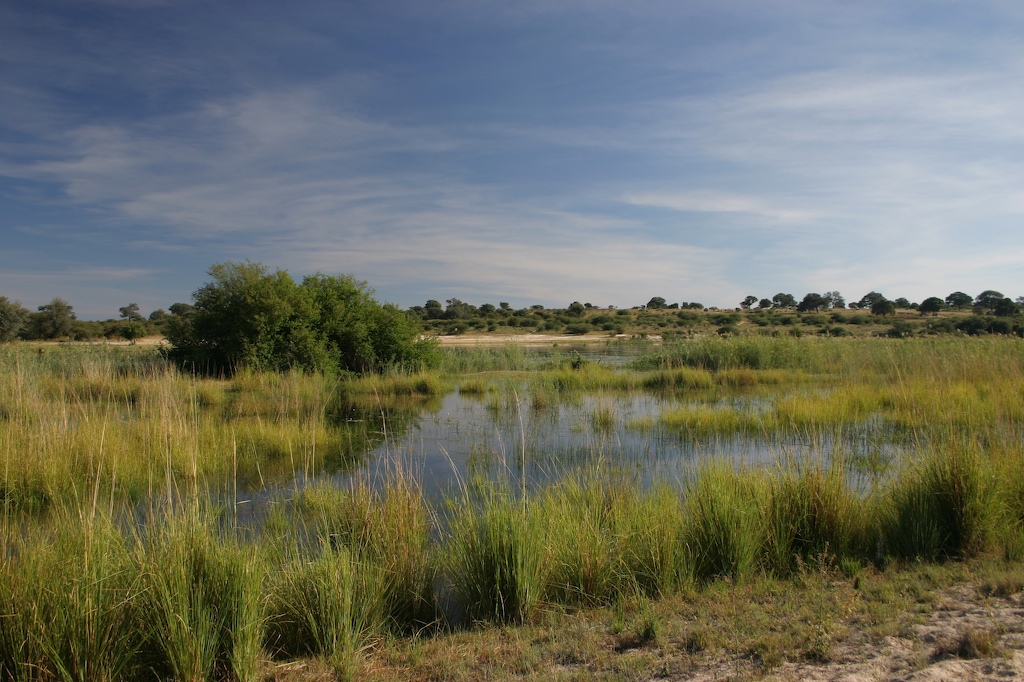
Okavango bei Utokota
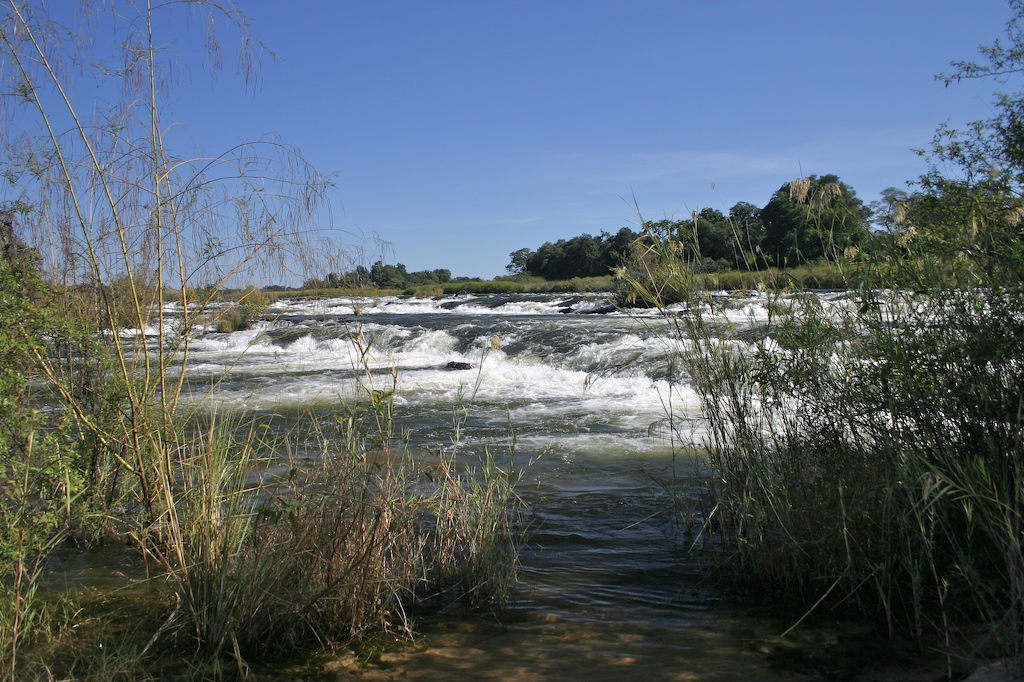
Popafälle bei Bagani

### Sambesi

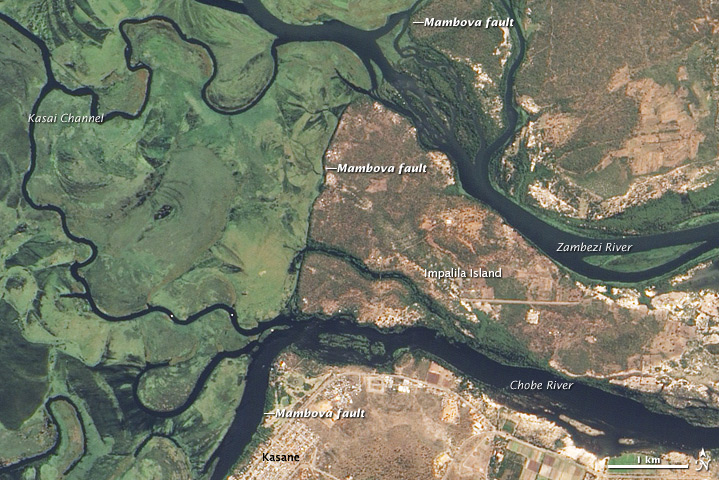
Die Mambova Verwerfung mit dem Durchbruch des Sambesi und des Chobe (Cuando)

Die Sambesi-Wasserregion umfasst den östlichen Caprivizipfel und Teile des Kwando im Westen, Linyanti und Chobe mit dem Liambezisee im Süden und den Sambesi im Osten. Sie entstammt der Hebung der Mambova Verwerfung und ist ein Überbleibsel des Makgadikgadi Paläosees.
Mit einem Jahresniederschlag über 700 mm und regelmäßiger Regenzeit ist die Sambesi-Wasserregion die niederschlagreichste Region in Namibia. Sie bietet ein Mosaik aus Grasland, Savannenwäldern und offenen Wasserstellen und Sümpfen.
Die ganzjährigen Feuchtgebiete und Flüsse sowie die starken Niederschläge bringen auch ein erhöhtes Auftreten an Krankheiten wie Bilharziose und Malaria mit sich. Da etwa 70 % der Bevölkerung das unaufbereitete Oberflächenwasser als Trinkwasser nutzen, sind auch Typhus, Cholera und Ruhr weit verbreitet.